# Google Currents (2011–2013)
Google Currents era una aplicación desarrollada por Google la cual proporcionó suscriptores con acceso electrónico a artículos de revista de longitud llena. Google liberó Currents en diciembre de 2011 e interrumpió él servicio en noviembre de 2013 cuándo introducía Google Play Kiosco, el cual combinó las características de Google Currents y Google Play Magazines a un producto solo.
Google estuvo asociado con más de 150 editores para proporcionar acceso electrónico a artículos de revista de longitud llena. El contenido estuvo optimizado para teléfonos inteligentes y tablets, dejando usuarios a navegar intuitivamente entre palabras, cuadros y vídeos en ambas pantallas grandes y pequeñas. Google Currents también ofrecía integración con Google+ sin conexión a internet.
Google Currents Producer era una plataforma de autopublicación basada en la web lanzada junto con Google Currents a través de la cual los editores podían personalizar la presentación de su contenido. Los editores también podían asociar su cuenta con Google Analytics para aumentar su conocimiento de las preferencias de contenido, el uso del dispositivo y la distribución geográfica de los consumidores.